# 中国惠多网
中国惠多网络（Chinese fidonet，CFido）是起源于1991年，盛行于1993年至1998年间的一种通过电话线路连接的BBS互联网网络，网络之间互相通过点对点的方式转送信件。

## 概述
中国惠多网是由中国计算机网络通讯爱好者自行创立并维持运作的业余网络系统，高峰時期在中国国内有上百个站点，使用者達上万人。知名的BBS有北京的轻松快车、长城、西点军校、天堂、舒克，广州的新月（站长：袁鉴，不幸于2019年2月底因突发心梗去世），深圳的OrientExpres（站长：李军）、Morning Star（站长：李宗桦）和Ponysoft（站长：马化腾），珠海的西点等。
CFido的网友可以算是中国最早的网民，后来多个CFido网友成为中国互联网名人，比如腾讯的马化腾当时就是深圳的Ponysoft的站长，而金山软件公司的求伯君当时是珠海西点的站长。发表“金州不相信眼泪！”而成名，后来担任8848网站董事长的网友老榕（王峻涛）当时是福州站的站长。
1992年，北京的罗依建设的“长城”站和汕头黄耀浩建立的“手拉手”（后来改名PCUG）站成为国内按照FidoNet体系建立的最早BBS交换系统。由此形成CFido。金山的北京西点和珠海西点也曾担负南北网络转信服务。
FidoNet R65C 罗依是cfido的第一个总协调人，之后是求伯君，最后是李宗桦。 
CFido的价值观是：爱国、高尚、勇敢、忠实、进步、友爱、守分，业余精神万岁！ 后期在网络上的电子出版物叫《龙音》。CFido曾召开过全中国第一次、第二次的站长大会。
第三次CFIDO聚会于2019年8月18日在（pony的提议和邀请）深圳腾讯滨海大厦48楼举行，一众CFIDO站长、老网友齐聚深圳。

## 技术背景
CFido使用Telix拨号器，基于ZModem协议。信件组织类似新闻组服务，使用蓝波快信（BlueWave）系统，对所选信件进行分类，筛选，压缩打包传输以节省传输时间，亦可进行离线编辑阅读以节省电话费。
多数的站点基于最高28.8/33.6kbps的拨号系统，因为56Kbps是非对称协议需要与电信局合作才可架设服务器。
因为整个系统运行在DOS下，需要使用DOS外挂中文系统。而Fido系统大量使用ASCII字符图形，与国标码中文有冲突，对外挂中文的要求比较高，这也促使了UCDOS、天汇等中文系统的以及王码输入法，WPS办公软件的发展。